# Rally d'Argentina 2019
Il Rally d'Argentina 2019, ufficialmente denominato 39º XION Rally Argentina, è stata la quinta prova del campionato del mondo rally 2019 nonché la trentanovesima edizione del Rally d'Argentina e la trentasettesima con valenza mondiale. La manifestazione si è svolta dal 25 al 28 aprile sugli sterrati che attraversano le montagne e gli altipiani della Provincia di Córdoba e il parco assistenza per i concorrenti venne allestito come di consueto a Villa Carlos Paz.
L'evento è stato vinto dal belga Thierry Neuville, navigato dal connazionale Nicolas Gilsoul, al volante di una Hyundai i20 Coupe WRC della scuderia Hyundai Shell Mobis WRT, davanti alla coppia norvegese formata da Andreas Mikkelsen e Anders Jæger, compagni di squadra dei vincitori, e a quella francese composta da Sébastien Ogier e Julien Ingrassia, su Citroën C3 WRC del team Citroën Total WRT.
I norvegesi Mads Østberg e Torstein Eriksen, su Citroën C3 R5 della squadra Citroën Total, hanno invece conquistato la vittoria nella categoria WRC-2 Pro, mentre il cileno Pedro Heller e lo spagnolo Marc Martí hanno vinto la classe WRC-2, alla guida di una Ford Fiesta R5.

## Risultati

### Classifica
| Pos.      | Nº       | Pilota             | Co-pilota          | Auto                  | Squadra                 | Classe          | Tempo     | Distacco | Punti    |
| Generale  | Generale | Generale           | Generale           | Generale              | Generale                | Generale        | Generale  | Generale | Generale |
| --------- | -------- | ------------------ | ------------------ | --------------------- | ----------------------- | --------------- | --------- | -------- | -------- |
| 1.        | 11       | Thierry Neuville   | Nicolas Gilsoul    | Hyundai i20 Coupe WRC | Hyundai Shell Mobis WRT | WRC             | 3h20'54"6 |          | 28       |
| 2.        | 89       | Andreas Mikkelsen  | Anders Jæger       | Hyundai i20 Coupe WRC | Hyundai Shell Mobis WRT | WRC             | 3h21'43"0 | +48"4    | 18       |
| 3.        | 1        | Sébastien Ogier    | Julien Ingrassia   | Citroën C3 WRC        | Citroën Total WRT       | WRC             | 3h21'59"4 | +1'04"8  | 20       |
| 4.        | 5        | Kris Meeke         | Sebastian Marshall | Toyota Yaris WRC      | Toyota Gazoo Racing WRT | WRC             | 3h22'00"8 | +1'06"2  | 12       |
| 5.        | 10       | Jari-Matti Latvala | Miikka Anttila     | Toyota Yaris WRC      | Toyota Gazoo Racing WRT | WRC             | 3h22'15"7 | +1'21"1  | 14       |
| 6.        | 6        | Dani Sordo         | Carlos del Barrio  | Hyundai i20 Coupe WRC | Hyundai Shell Mobis WRT | WRC             | 3h22'21"3 | +1'26"7  | 10       |
| 7.        | 3        | Teemu Suninen      | Marko Salminen     | Ford Fiesta WRC       | M-Sport Ford WRT        | WRC             | 3h25'51"9 | +4'57"3  | 6        |
| 8.        | 8        | Ott Tänak          | Martin Järveoja    | Toyota Yaris WRC      | Toyota Gazoo Racing WRT | WRC             | 3h35'19"4 | +14'24"8 | 5        |
| 9.        | 22       | Mads Østberg       | Torstein Eriksen   | Citroën C3 R5         | Citroën Total           | RC2 / WRC-2 Pro | 3h35'23"1 | +14'28"5 | 2        |
| 10.       | 45       | Pedro Heller       | Marc Martí         | Ford Fiesta R5        | -                       | RC2 / WRC-2     | 3h41'09"1 | +20'14"5 | 1        |
| WRC-2 Pro |          |                    |                    |                       |                         |                 |           |          |          |
| 1. (9.)   | 22       | Mads Østberg       | Torstein Eriksen   | Citroën C3 R5         | Citroën Total           | RC2 / WRC-2 Pro | 3h35'23"1 |          | 25       |
| 2. (15.)  | 21       | Gus Greensmith     | Elliott Edmondson  | Ford Fiesta R5        | M-Sport Ford WRT        | RC2 / WRC-2 Pro | 3h56'25"4 | +21'02"3 | 18       |
| WRC-2     |          |                    |                    |                       |                         |                 |           |          |          |
| 1. (10.)  | 45       | Pedro Heller       | Marc Martí         | Ford Fiesta R5        | -                       | RC2 / WRC-2     | 3h41'09"1 |          | 25       |
| 2. (12.)  | 41       | Benito Guerra      | Jaime Zapata       | Škoda Fabia R5        | -                       | RC2 / WRC-2     | 3h50'43"9 | +9'34"8  | 18       |
| 3. (13.)  | 46       | Paulo Nobre        | Gabriel Morales    | Škoda Fabia R5        | -                       | RC2 / WRC-2     | 3h52'20"1 | +11'11"0 | 15       |
| 4. (14.)  | 42       | Alberto Heller     | José Luis Díaz     | Ford Fiesta R5        | -                       | RC2 / WRC-2     | 3h55'15"1 | +14'06"0 | 12       |
| 5. (16.)  | 44       | Takamoto Katsuta   | Daniel Barritt     | Ford Fiesta R5        | -                       | RC2 / WRC-2     | 3h59'20"7 | +18'11"6 | 10       |

| Principali ritiri | Principali ritiri | Principali ritiri | Principali ritiri | Principali ritiri | Principali ritiri | Principali ritiri | Principali ritiri | Principali ritiri |
| PS                | Nº                | Pilota            | Copilota          | Auto              | Squadra           | Classe            | Causa             | Pos.              |
| ----------------- | ----------------- | ----------------- | ----------------- | ----------------- | ----------------- | ----------------- | ----------------- | ----------------- |
| PS 8              | 4                 | Esapekka Lappi    | Janne Ferm        | Citroën C3 WRC    | Citroën Total WRT | WRC               | Incidente         | 9º                |
| PS 10             | 33                | Elfyn Evans       | Scott Martin      | Ford Fiesta WRC   | M-Sport Ford WRT  | WRC               | Incidente         | 6º                |

Legenda
| Icona     | Note                                                                                 |
| --------- | ------------------------------------------------------------------------------------ |
| WRC       | Equipaggio di classe WRC che può conquistare punti per il campionato costruttori     |
| WRC       | Equipaggio di classe WRC che non può conquistare punti per il campionato costruttori |
| WRC-2 Pro | Equipaggio registrato al campionato WRC-2 Pro                                        |
| WRC-2     | Equipaggio registrato al campionato WRC-2                                            |
| JWRC      | Equipaggio registrato al campionato Junior WRC                                       |
|           | Ulteriori classificazioni                                                            |

### Prove speciali
| Frazione            | Prova | Ora   | Nome                            | Lunghezza | Vincitori                        | Tempo           | Leader del rally                 |
| ------------------- | ----- | ----- | ------------------------------- | --------- | -------------------------------- | --------------- | -------------------------------- |
| Frazione 1 (25 Apr) | PS1   | 19:08 | SSS Villa Carlos Paz            | 1,90 km   | Ott Tänak Martin Järveoja        | 1'58"6          | Ott Tänak Martin Järveoja        |
| Frazione 2 (26 Apr) | PS2   | 08:08 | Las Bajadas - Villa del Dique 1 | 16,65 km  | Kris Meeke Sebastian Marshall    | 9'19"1          | Ott Tänak Martin Järveoja        |
| Frazione 2 (26 Apr) | PS3   | 09:40 | Amboy - Yacanto 1               | 29,85 km  | prova annullata                  | prova annullata | Ott Tänak Martin Järveoja        |
| Frazione 2 (26 Apr) | PS4   | 10:08 | Santa Rosa - San Agustin 1      | 23,44 km  | Thierry Neuville Nicolas Gilsoul | 14'05"5         | Kris Meeke Sebastian Marshall    |
| Frazione 2 (26 Apr) | PS5   | 12:03 | Super Especial Fernet Branca 1  | 6,04 km   | Andreas Mikkelsen Anders Jæger   | 4'45"4          | Kris Meeke Sebastian Marshall    |
| Frazione 2 (26 Apr) | PS6   | 14:51 | Las Bajadas - Villa del Dique 2 | 16,65 km  | Ott Tänak Martin Järveoja        | 9'09"7          | Kris Meeke Sebastian Marshall    |
| Frazione 2 (26 Apr) | PS7   | 15:38 | Amboy - Yacanto 2               | 29,85 km  | Ott Tänak Martin Järveoja        | 17'38"5         | Ott Tänak Martin Järveoja        |
| Frazione 2 (26 Apr) | PS8   | 16:51 | Santa Rosa - San Agustin 2      | 23,44 km  | Thierry Neuville Nicolas Gilsoul | 13'47"6         | Thierry Neuville Nicolas Gilsoul |
| Frazione 3 (27 Apr) | PS9   | 07:47 | Tanti - Mataderos 1             | 13,92 km  | Thierry Neuville Nicolas Gilsoul | 9'08"1          | Thierry Neuville Nicolas Gilsoul |
| Frazione 3 (27 Apr) | PS10  | 08:38 | Mataderos - Cuchilla Nevada 1   | 22,67 km  | Ott Tänak Martin Järveoja        | 11'56"1         | Thierry Neuville Nicolas Gilsoul |
| Frazione 3 (27 Apr) | PS11  | 09:25 | Cuchilla Nevada - Characato 1   | 33,65 km  | Ott Tänak Martin Järveoja        | 19'45"8         | Thierry Neuville Nicolas Gilsoul |
| Frazione 3 (27 Apr) | PS12  | 11:26 | Super Especial Fernet Branca 2  | 6,04 km   | Andreas Mikkelsen Anders Jæger   | 4'41"3          | Thierry Neuville Nicolas Gilsoul |
| Frazione 3 (27 Apr) | PS13  | 13:17 | Tanti - Mataderos 2             | 13,92 km  | Sébastien Ogier Julien Ingrassia | 8'59"9          | Thierry Neuville Nicolas Gilsoul |
| Frazione 3 (27 Apr) | PS14  | 14:08 | Mataderos - Cuchilla Nevada 2   | 22,67 km  | Sébastien Ogier Julien Ingrassia | 11'44"4         | Thierry Neuville Nicolas Gilsoul |
| Frazione 3 (27 Apr) | PS15  | 14:55 | Cuchilla Nevada - Characato 2   | 33,65 km  | Andreas Mikkelsen Anders Jæger   | 19'34"5         | Thierry Neuville Nicolas Gilsoul |
| Frazione 4 (28 Apr) | PS16  | 09:08 | Copina - El Condor              | 16,43 km  | Kris Meeke Sebastian Marshall    | 13'08"2         | Thierry Neuville Nicolas Gilsoul |
| Frazione 4 (28 Apr) | PS17  | 10:31 | Mina Clavero - Giulio Cesare    | 20,30 km  | Thierry Neuville Nicolas Gilsoul | 17'02"6         | Thierry Neuville Nicolas Gilsoul |
| Frazione 4 (28 Apr) | PS18  | 12:18 | El Condor (power stage)         | 16,43 km  | Sébastien Ogier Julien Ingrassia | 13'02"1         | Thierry Neuville Nicolas Gilsoul |

### Power stage
PS18: El Condor di 16,43 km, disputatasi domenica 28 aprile 2019 alle ore 12:18 (UTC-3).
| Pos. | No. | Pilota             | Co-pilota         | Auto                  | Classe | Tempo   | Distacco | Punti |
| ---- | --- | ------------------ | ----------------- | --------------------- | ------ | ------- | -------- | ----- |
| 1    | 1   | Sébastien Ogier    | Julien Ingrassia  | Citroën C3 WRC        | WRC    | 13'02"1 |          | 5     |
| 2    | 10  | Jari-Matti Latvala | Miikka Anttila    | Toyota Yaris WRC      | WRC    | 13'02"2 | +0"1     | 4     |
| 3    | 11  | Thierry Neuville   | Nicolas Gilsoul   | Hyundai i20 Coupe WRC | WRC    | 13'06"8 | +4"7     | 3     |
| 4    | 6   | Dani Sordo         | Carlos del Barrio | Hyundai i20 Coupe WRC | WRC    | 13'07"1 | +5"0     | 2     |
| 5    | 8   | Ott Tänak          | Martin Järveoja   | Toyota Yaris WRC      | WRC    | 13'08"1 | +6"0     | 1     |

## Classifiche mondiali
Classifica piloti
| Pos. | Pos. | Pilota                  | Punti |
| ---- | ---- | ----------------------- | ----- |
| 1    |      | Thierry Neuville        | 110   |
| 2    |      | Sébastien Ogier         | 100   |
| 3    |      | Ott Tänak               | 82    |
| 4    | 1    | Kris Meeke              | 54    |
| 5    | 1    | Elfyn Evans             | 43    |
| 6    | 5    | Andreas Mikkelsen       | 30    |
| 7    | 2    | Jari-Matti Latvala      | 29    |
| 8    | 2    | Esapekka Lappi          | 26    |
| 9    | 1    | Dani Sordo              | 26    |
| 10   | 3    | Sébastien Loeb          | 22    |
| 11   | 1    | Teemu Suninen           | 20    |
| 12   |      | Benito Guerra           | 8     |
| 13   |      | Gus Greensmith          | 6     |
| 14   |      | Marco Bulacia Wilkinson | 6     |
| 15   |      | Pontus Tidemand         | 4     |
| 16   |      | Yoann Bonato            | 4     |
| 17   | N    | Mads Østberg            | 2     |
| 18   | 1    | Ole Christian Veiby     | 2     |
| 19   | 1    | Stéphane Sarrazin       | 2     |
| 20   | 1    | Adrien Fourmaux         | 1     |
| 21   | 1    | Janne Tuohino           | 1     |
| 21   | 1    | Ricardo Triviño         | 1     |
| 21   | N    | Pedro Heller            | 1     |

Classifica co-piloti
| Pos. | Pos. | Co-pilota              | Punti |
| ---- | ---- | ---------------------- | ----- |
| 1    |      | Nicolas Gilsoul        | 110   |
| 2    |      | Julien Ingrassia       | 100   |
| 3    |      | Martin Järveoja        | 82    |
| 4    | 1    | Sebastian Marshall     | 54    |
| 5    | 1    | Scott Martin           | 43    |
| 6    | 5    | Anders Jæger           | 30    |
| 7    | 2    | Miikka Anttila         | 29    |
| 8    | 2    | Janne Ferm             | 26    |
| 9    | 1    | Carlos del Barrio      | 26    |
| 10   | 3    | Daniel Elena           | 22    |
| 11   | 1    | Marko Salminen         | 20    |
| 12   |      | Jaime Zapata           | 8     |
| 13   |      | Elliott Edmondson      | 6     |
| 14   |      | Fabian Cretu           | 6     |
| 15   |      | Ola Fløene             | 4     |
| 16   |      | Benjamin Boulloud      | 4     |
| 17   | N    | Torstein Eriksen       | 2     |
| 18   | 1    | Jonas Andersson        | 2     |
| 19   | 1    | Jacques-Julien Renucci | 2     |
| 20   |      | Marc Martí             | 2     |
| 21   | 2    | Renaud Jamoul          | 1     |
| 22   | 2    | Mikko Markkula         | 1     |

Classifica costruttori WRC
| Pos. | Pos. | Squadra                 | Punti |
| ---- | ---- | ----------------------- | ----- |
| 1    |      | Hyundai Shell Mobis WRT | 157   |
| 2    | 1    | Toyota Gazoo Racing WRT | 120   |
| 3    | 1    | Citroën Total WRT       | 117   |
| 4    |      | M-Sport Ford WRT        | 78    |